# Selecció de futbol de Guinea
La Selecció de futbol de Guinea és l'equip representatiu del país a les competicions oficials. Està dirigida per la Fédération Guinéenne de Football, pertanyent a la CAF.

## Palmarès
- Copa Amilcar Cabral: 
  - 5 cops campió (1981, 1982, 1987, 1988, 2005)
  - 1 cop finalista

## Participacions en la Copa del Món
- Des de 1930 a 1962 - No participà
- 1966 - Abandonà
- 1970 - No admès per la FIFA
- Des de 1974 a 1998 - No es classificà
- 2002 - Desqualificat
- Des de 2006 a 2018 - No es classificà

## Participacions en la Copa d'Àfrica
- Des de 1957 a 1962 - No participà
- 1963 - Desqualificat
- 1965 - No es classificà
- 1968 - No es classificà
- 1970 - Primera ronda
- 1972 - No es classificà
- 1974 - Primera ronda
- 1976 - Finalista
- 1978 - No es classificà
- 1980 - Primera ronda
- Des de 1982 a 1992 - No es classificà
- 1994 - Primera ronda
- 1996 - No es classificà
- 1998 - Primera ronda
- 2000 - No es classificà
- 2002 - Desqualificat
- 2004 - Quarts de final
- 2006 - Quarts de final
- 2008 - Quarts de final
- 2010 - No es classificà
- 2012 - Primera ronda
- 2013 - No es classificà
- 2015 - Quarts de final
- 2017 - No es classificà

## Lista d'entrenadors
- Serge Devèze (1992–93)
- Naby Camara (1994)
- Volodímir Muntian (1995-98)
- Henri Stambouli (1998–99)
- Bruno Metsu (2000)
- Bernard Simondi (2000–2001)
- Michel Dussuyer (2002–04)
- Patrice Neveu (2004–06)
- Robert Nouzaret (2006–09)
- Titi Camara (2009)